# GE Insurance Solutions
GE Insurance Solutions (GE IS) war eine Versicherung, die bis 2006 zum Bereich GE Commercial Finance der amerikanischen General Electric gehörte. GE Insurance Solutions hatte zuletzt ca. 2.500 Beschäftigte.
GE Insurance Solutions umfasste in den USA vor allem folgende Versicherungen:
- Genworth Financial
- Mortgage Insurance
- Employers Reinsurance Corporation

GE Insurance Solutions wurde im November 2005 für ca. 7,4 Milliarden US-Dollar an die Swiss Re, eine der größten Rückversicherungen weltweit, verkauft. Die Kaufabwicklung wurde erst am 12. Juni 2006 abgeschlossen.

## Quelle
1. ↑  „Swiss Re to acquire GE Insurance Solutions for USD 6.8 billion in a value creating transaction“ (Memento des Originals vom 3. Januar 2010 im Internet Archive)  Info: Der Archivlink wurde automatisch eingesetzt und noch nicht geprüft. Bitte prüfe Original- und Archivlink gemäß Anleitung und entferne dann diesen Hinweis., Pressemitteilung vom 18. November 2005